# Ceanu Mare (gmina)
Ceanu Mare – gmina w Rumunii, w okręgu Kluż. Obejmuje miejscowości Andici, Boian, Bolduț, Ceanu Mare, Ciurgău, Dosu Napului, Fânațe, Hodăi-Boian, Iacobeni, Morțești, Stârcu, Strucut i Valea lui Cati. W 2011 roku liczyła 3531 mieszkańców.